# Premio Steele
Il premio Steele è stato creato del 1970 in onore di George David Birkhoff, William Fogg Osgood e William Caspar Graustein. Viene finanziato da un lascito di Leroy P. Steele.
Tra il 1970 ed il 1976 uno o più premi sono stati assegnati ogni anno per ricerche matematiche ritenute eccezionali; la maggior parte dei premi è stata assegnata a lavori che coprivano un vasto ambito della matematica.
Nel 1977 il Consiglio dell'AMS ha modificato i termini con cui i premi vengono assegnati; da allora, fino a massimo tre premi vengono assegnati ogni anno nelle seguenti categorie: 
- per l'influente contributo del campo della matematica con i lavori pubblicati nel corso della vita o l'influenza nello sviluppo di un campo specifico e l'influenza sugli allievi di matematica attraverso l'insegnamento.;
- per un libro o un lavoro notevole di carattere espositivo, di ricerca o di indagine;
- per un lavoro, recente o non, che è risultato essere di importanza fondamentale o durevole nel relativo campo, o un modello di ricerca importante.

Nel 1993, il Consiglio ha formalizzato le tre categorie di premio chiamandole: 
- Prima categoria: Leroy P. Steele Prize per il successo ottenuto nel corso della vita
- Seconda categoria: Leroy P. Steele Prize per l'insegnamento della matematica
- Terza categoria: Leroy P. Steele Prize per il contributo nei seminari e nella ricerca

Ciascuno di questi tre premi ammonta a $5.000.

## Premio Leroy P. Steele per i risultati di ricerca ottenuti durante la vita
- 1993 Eugene B. Dynkin
- 1994 Louis Nirenberg
- 1995 John Tate
- 1996 Gorō Shimura
- 1997 Ralph Phillips
- 1998 Nathan Jacobson
- 1999 Richard Kadison
- 2000 Isadore M. Singer
- 2001 Harry Kesten
- 2002 Michael Artin, Elias Stein
- 2003 Ronald Graham, Victor Guillemin
- 2004 Cathleen Synge Morawetz
- 2005 Israel Gelfand
- 2006 Frederick W. Gehring, Dennis Sullivan
- 2007 Henry P. McKean
- 2008 George Lusztig
- 2009 Luis Caffarelli
- 2010 William Fulton
- 2011 John Milnor
- 2012 Ivo Babuška
- 2013 Yakov G. Sinai
- 2014 Phillip Griffiths
- 2015 Victor Kac
- 2016 Barry Simon
- 2017 James G. Arthur
- 2018 Jean Bourgain

## Premio Leroy P. Steele per l'insegnamento della matematica
- 1993 Walter Rudin
- 1994 Ingrid Daubechies
- 1995 Jean-Pierre Serre
- 1996 Bruce C. Berndt e William Fulton
- 1997 Anthony W. Knapp
- 1998 Joseph H. Silverman
- 1999 Serge Lang
- 2000 John H. Conway
- 2001 Richard P. Stanley
- 2002 Yitzhak Katznelson
- 2003 John B. Garnett
- 2004 John W. Milnor
- 2005 Branko Grünbaum
- 2006 Lars Hörmander
- 2007 David Mumford
- 2008 Neil Trudinger
- 2009 Ian G. Macdonald
- 2010 David Eisenbud
- 2011 Henryk Iwaniec
- 2012 Michael Aschbacher, Richard Lyons, Stephen Smith, e Ronald Solomon
- 2013 John Guckenheimer e Philip Holmes
- 2014 Yuri Burago, Dmitri Burago e Sergei Ivanov
- 2015 Robert Lazarsfeld
- 2016 David A. Cox, John Little (matematico) e Donal O'Shea
- 2017 Dusa McDuff e Dietmar Salamon
- 2018 Martin Aigner e Günter M. Ziegler

## Premio Leroy P. Steele per il contributo nei seminari e nella ricerca
- 1993 George Daniel Mostow
- 1994 Louis de Branges
- 1995 Edward Nelson
- 1996 Daniel Stroock e S. R. Srinivasa Varadhan
- 1997 Michail Leonidovič Gromov
- 1998 Herbert Wilf e Doron Zeilberger
- 1999 Michael G. Crandall e John F. Nash
- 2000 Barry Mazur
- 2001 Leslie F. Greengard e Vladimir Rokhlin
- 2002 Mark Goresky e Robert MacPherson
- 2003 Ronald Jensen e Michael Morley
- 2004 Lawrence C. Evans e Nicolai V. Krylov
- 2005 Robert Langlands
- 2006 Clifford S. Gardner, John M. Greene, Martin Kruskal e Robert M. Miura
- 2007 Karen Uhlenbeck
- 2008 Endre Szemerédi
- 2009 Richard Hamilton
- 2010 Robert Griess
- 2011 Ingrid Daubechies
- 2012 William Thurston
- 2013 Saharon Shelah
- 2014 Luis Caffarelli, Robert V. Kohn e Louis Nirenberg
- 2015 Rostislav Grigorchuk
- 2016 Andrew Majda
- 2017 Leon Simon
- 2018 Sergey Fomin e Andrei Zelevinsky

## Premi consegnati prima del 1993
- 1970 Solomon Lefschetz
- 1971 Phillip A. Griffiths
- 1971 Jean Dieudonné
- 1971 James B. Carrell
- 1972 Dana Scott
- 1972 Edward B. Curtis
- 1972 William J. Ellison
- 1972 Lawrence F. Payne
- 1975 George Mackey
- 1975 H. Blaine Lawson
- 1975 Lipman Bers
- 1975 Martin Davis
- 1975 Joseph L. Taylor
- 1979 Antoni Zygmund
- 1979 Robin Hartshorne
- 1979 Joseph J. Kohn
- 1979 Salomon Bochner
- 1979 Hans Lewy
- 1980 André Weil
- 1980 Harold M. Edwards
- 1980 Gerhard P. Hochschild
- 1981 Oscar Zariski
- 1981 Eberhard Hopf
- 1981 Nelson Dunford e Jacob T. Schwartz
- 1982 Lars Ahlfors
- 1982 Tsit-Yuen Lam
- 1982 John Milnor
- 1982 Fritz John
- 1983 Paul Halmos
- 1983 Stephen Kleene
- 1983 Shiing-Shen Chern
- 1984 Elias M. Stein
- 1984 Lennart Carleson
- 1984 Joseph L. Doob
- 1985 Michael Spivak
- 1985 Robert Steinberg
- 1985 Hassler Whitney
- 1986 Donald E. Knuth
- 1986 Rudolf Kalman
- 1986 Saunders Mac Lane
- 1987 Martin Gardner
- 1987 Herbert Federer e Wendell Fleming
- 1987 Samuel Eilenberg
- 1988 Sigurdur Helgason
- 1988 Gian-Carlo Rota
- 1988 Deane Montgomery
- 1989 Daniel Gorenstein
- 1989 Alberto Calderón
- 1989 Irving Kaplansky
- 1990 R. D. Richtmyer
- 1990 Bertram Kostant
- 1990 Raoul Bott
- 1991 Jean-François Treves
- 1991 Eugenio Calabi
- 1991 Armand Borel
- 1992 Jacques Dixmier
- 1992 James Glimm
- 1992 Peter David Lax